# Alan Morgan
Alan Morgan   (Los Angeles, 30 de març de 1909 - Rancho Mirage, 22 de juny de 1984) va ser un regatista estatunidenc que va competir durant la dècada de 1930.
El 1932 va prendre part en els Jocs Olímpics de Los Angeles, on va guanyar la medalla d'or en la categoria de 8 metres del programa de vela a bord de l'Angelita.